# Castello di Stixenstein
Il castello di Stixenstein (Burg Stixenstein in tedesco) si trova nell'omonimo villaggio del comune austriaco di Ternitz nel distretto di Neunkirchen, in Bassa Austria, e le sue prime strutture risalgono probabilmente al XII secolo.

## Storia

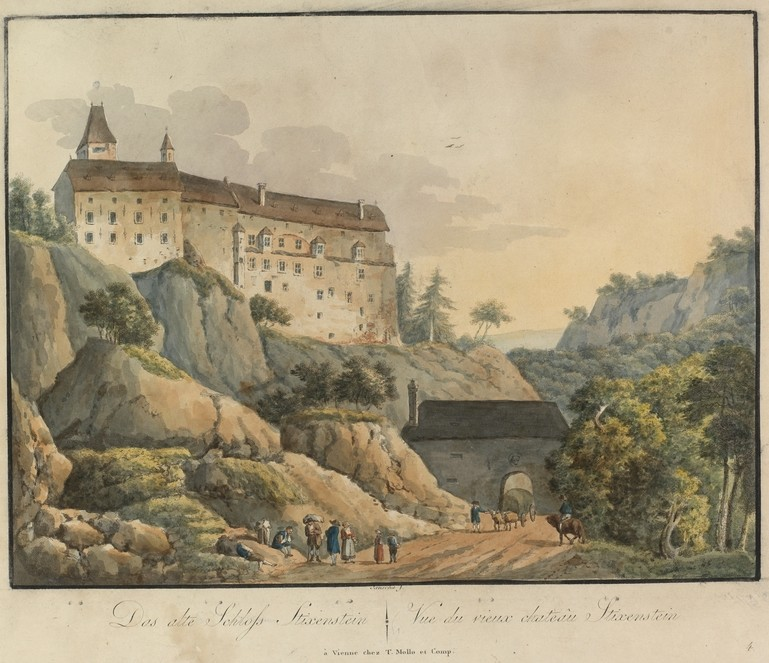
Castello di Stixenstein in una stampa del 1810 circa. Si vede in basso il posto di blocco con la porta esterna a difesa della salita al castello

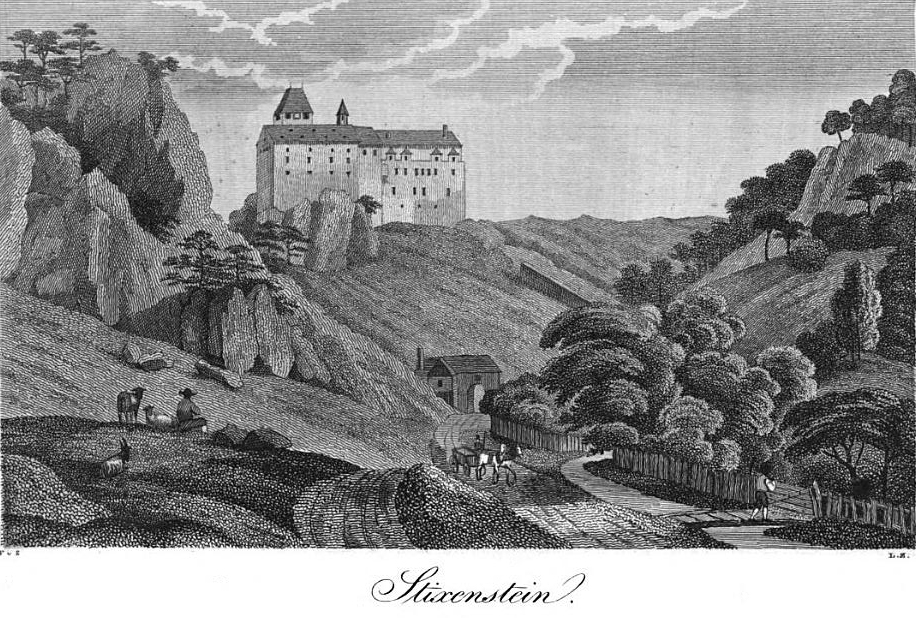
Castello di Stixenstein in una stampa del 1833

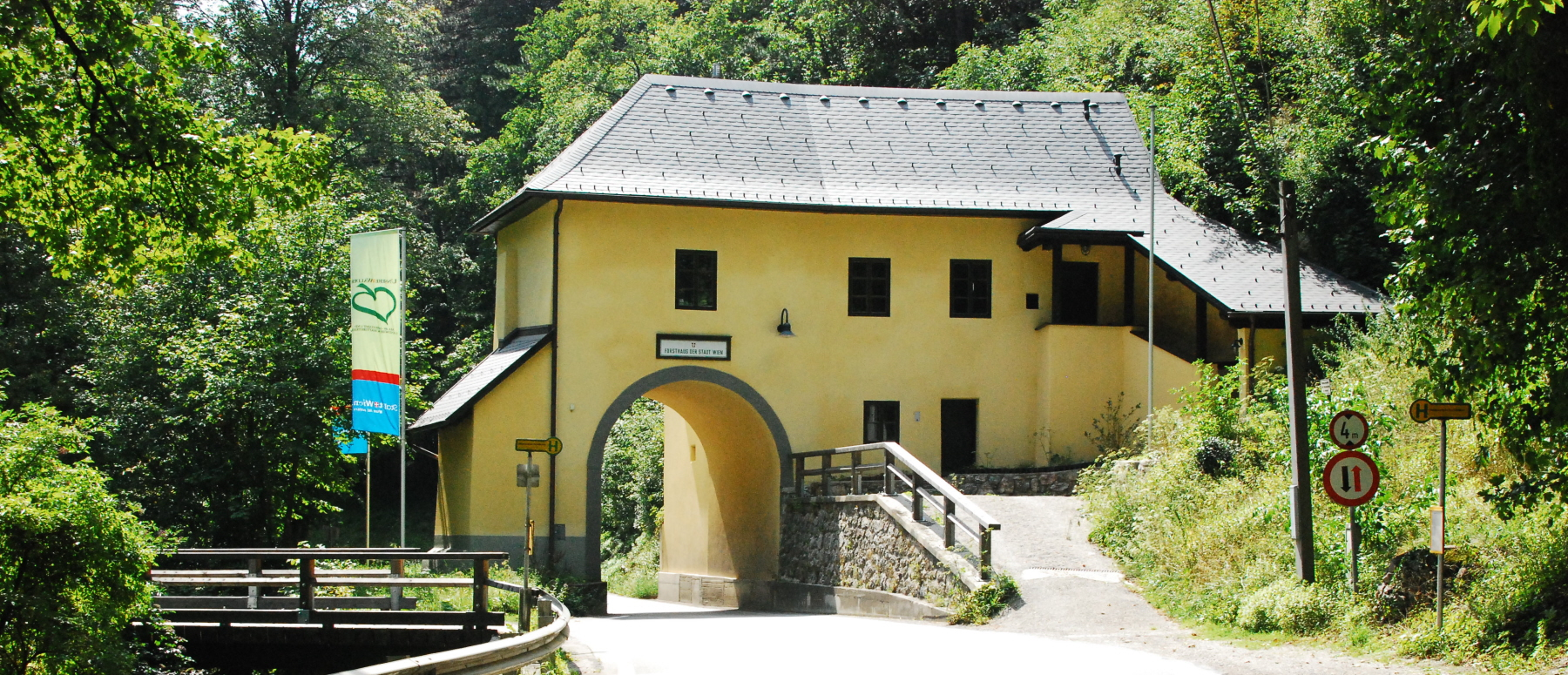
Posto di blocco sotto il castello che controlla la via di accesso

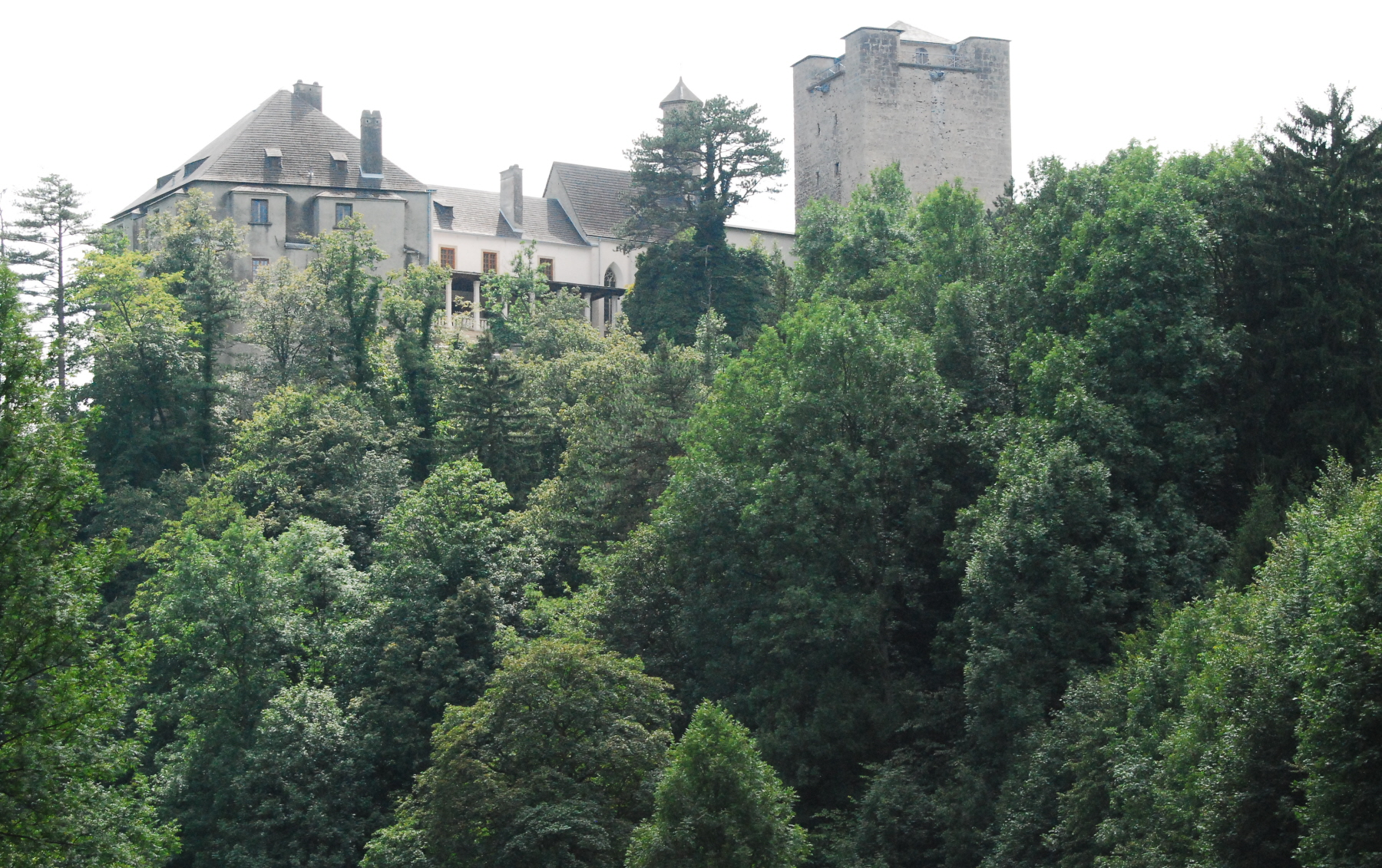
Mastio e parte residenziale

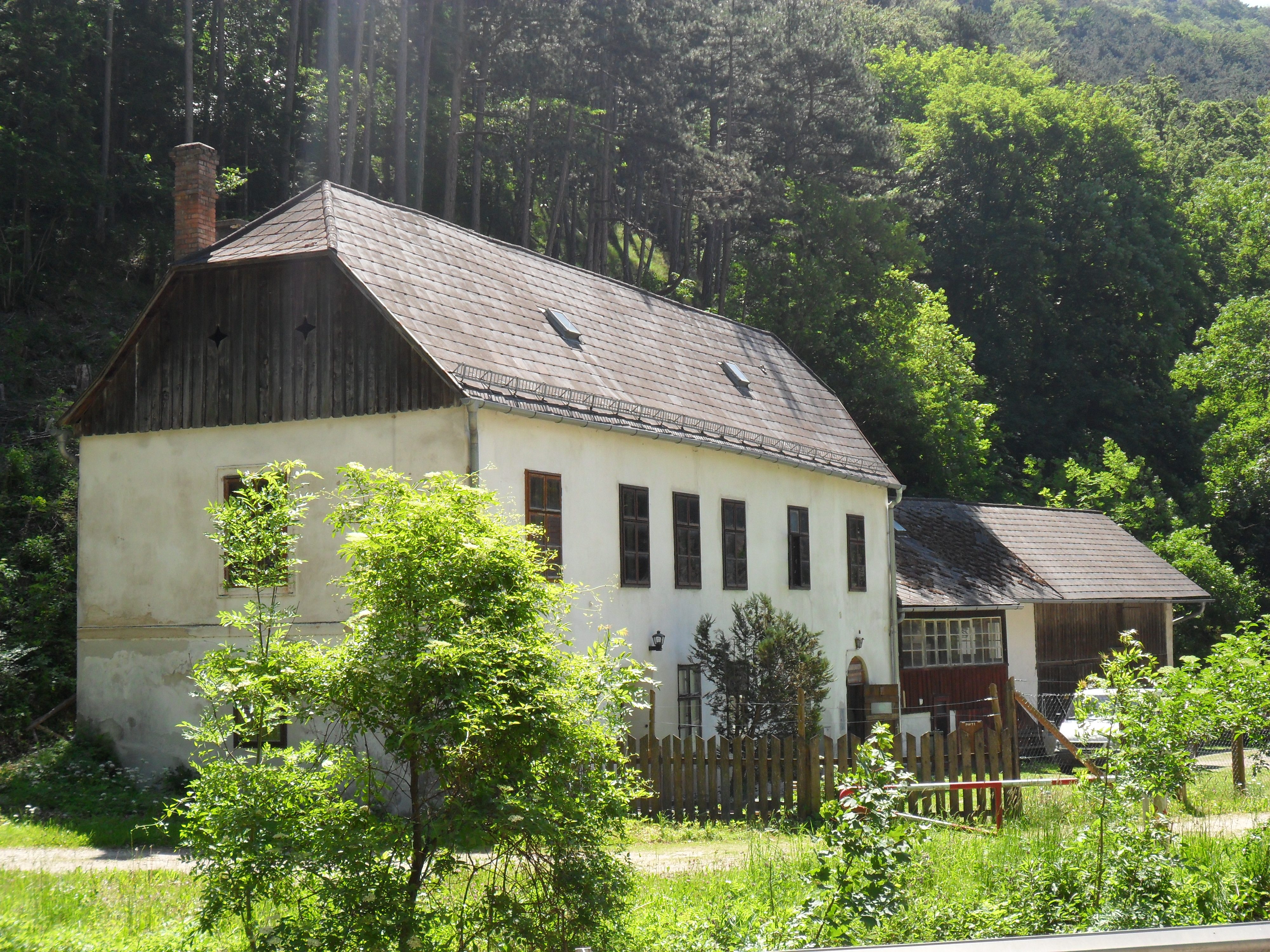
Ex fabbricato agricolo nella tenuta del castello

In passato si pensava che a Stixenstein ci fossero le origini della famiglia Stüchse von Trautmannsdorf mentre le moderne ricerche fanno propendere per l'ipotesi che questa famiglia abbia acquisito un castello già esistente che si chiamava Stein e che solo all'inizio del XIV secololo abbia rinominato Stüchsenstein. Il castello originale risale probabilmente alla seconda metà del XII secolo. Quando un incendio danneggiò gravemente la struttura, nel 1347, la famiglia Stüchse provvide al suo restauro e la diede in gestione ad altri poi la vendettero al duca Leopoldo III d'Asburgo prima del 1381. Pochi anni dopo il castello fu donato all'amministratore Hans von Liechtenstein che lo tenne per un breve periodo prima di farlo tornare, nel 1478, alla casata imperiale e l'imperatore Federico III ne fece aggiornare le strutture difensive. Malgrado l'opera di rinforzo nel 1488 le truppe del re ungherese Mattia Corvino espugnarono il castello ma lo mantennero solo due anni dovendolo cedere in breve al potere impriale austriaco. Intorno al 1520 venne lasciato in uso a Marx Treitzsauerwein von Ehrentreitz poi, nel 1547, lo acquistò Hans Hoyos. Intanto il castello era caduto in uno stato di abbandono e venne restaurato facendogli assumere le forme di un ampio palazzo signorile rinascimentale. Nel 1735 e nel 1802 due gravissimi incendi procurarono ingenti danni tanto che rimasero quasi solo le mura esterne. Solo nella prima metà del XIX secolo venne parzialmente ricostruito e il conte Johann Ernst Hoyos-Sprinzenstein fece trasformare in residenza principalmente il cortile esterno, più adatto a questo scopo. Il maniero rimase nelle disponibilità della famiglia Hoyos fino al 1937 quando venne acquisito dal comune di Vienna con la vicina sorgente e le foreste circostanti, necessarie per rifornire d'acqua la città. Durante la seconda guerra mondiale fu uno dei sedici depositi della Bassa Austria per oggetti delle collezioni d'arte della città di Vienna e come in altri depositi utilizzati allo stesso scopo lo stoccaggio iniziò nell'agosto 1943 dopo un raid aereo su Wiener Neustadt e affidato alla sorveglianza del dipartimento forestale della città di Vienna. Dopo pesanti combattimenti il castello fu occupato dall'Armata Rossa il 2 aprile 1945. I reperti artistici qui conservati iniziarono a essere restituiti subito dopo la fine delle ostilità, nel 1945, ma vennero scoperte enormi perdite causate del saccheggio sia dei soldati sovietici sia della popolazione locale. Nella seconda metà del XX secolo gli edifici superstiti sono stati oggetto dell'ultimo importante ciclo di restauri conservativi.

## Descrizione
Il castello si trova in posizione dominante sull'omonimo villaggio Stixenstein a nord di Sieding nel comune austriaco di Ternitz nel distretto di Neunkirchen, in Bassa Austria,
Il portale sulla facciata è in stile neogotico, e nello stesso stile sono le finestre ad arco acuto. La copertura tipicamente a capanna e molto ripida e lateralmente, verso il mastio, si alza il campanile a base esagonale. La parte del mastio e delle costruzioni vicine è l'area più interessante del castello. La massiccia torre a quattro piani ha una pianta quadrata col lato di 13 metri e presenta piccole aperture solo sul lato nord-est ed un insolito ingresso al piano terra, cosa rara in un mastio medievale. La sua copertura superiore è una piattaforma con quattro blocchi di muro pieni agli angoli. La torre potrebbe essere stata costruita dagli Stuchsen von Trauttmansdorff nella prima metà del XIV secolo ma modificata nel XVI secolo. La cappella del castello, originariamente gotica, si trova adiacente ad ovest ed è collegata alla parte abitativa da una porta ad arco. Il castello è circondato da un ampio parco che si estende a valle.
In Austria il castello di Stixenstein, che è circondato dal suo parco, è un bene sottoposto a tutela artistica col numero 33623.